# Arroio Cati
Arroio Cati är ett vattendrag i Brasilien.   Det ligger i delstaten Rio Grande do Sul, i den södra delen av landet, 1 800 km sydväst om huvudstaden Brasília.
Trakten runt Arroio Cati består i huvudsak av gräsmarker. Trakten runt Arroio Cati är nära nog obefolkad, med mindre än två invånare per kvadratkilometer.